# Affäre Jaccoud
Die Affäre Jaccoud (der Fall Jaccoud im Mordfall Zumbach) war ein Schweizer Justizfall, der sich in den 1960er Jahren ereignete und bei dem der Genfer Anwalt Pierre Jaccoud wegen Totschlags zu sieben Jahren Haft verurteilt wurde.

## Mordfall Zumbach

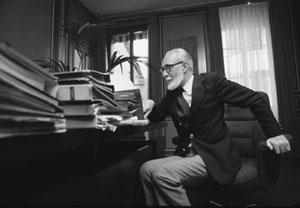
Pierre Jaccoud, fotografiert von Erling Mandelmann

Am 1. Mai 1958 wurde der siebzigjährige Landmaschinenhändler Charles Zumbach in seinem Haus im Genfer Vorort Plan-les-Ouates  ermordet. Als seine Ehefrau heimkam, hörte sie vier Schüsse und Hilfeschreie. Kurz darauf wurde sie von einem Unbekannten in den Garten gedrängt und niedergeschossen. Später konnte sie sich an den Täter nicht erinnern. Der Täter – möglicherweise waren es auch mehrere – wandte sich darauf wieder Charles Zumbach zu, den er mit einigen Dolchstichen ermordete, bevor er mit einem Fahrrad davonfuhr.
Zumbach führte in Plan-les-Ouates ein Landmaschinengeschäft, das zudem Hauptquartier einer Bande internationaler Krimineller und Waffenhändler war, die von einem ehemaligen französischen Fremdenlegionär namens Reymond geführt wurde.

## Pierre Jaccoud wird hineingezogen
Als die Polizei Zumbachs Sohn André vernahm, gab dieser an, in der gleichen Nacht zweimal an seiner Arbeitsstelle bei einem Genfer Radiosender angerufen worden zu sein – der Anrufer legte aber jedes Mal wieder auf, ohne zu sprechen. André Zumbach vermutete, dass der Anrufer sicherstellen wollte, dass er nicht bei seinen Eltern war, und verdächtigte den prominenten Anwalt und Politiker Pierre Jaccoud der Anrufe. Dieser habe acht Jahre mit Linda Baud, die beim Radiosender als Chefsekretärin arbeitete, eine Beziehung gehabt. Baud sei jetzt aber seine Verlobte und wolle sich von Jaccoud trennen. Jaccoud habe darauf zahlreiche verzweifelte Briefe geschrieben, um sie umzustimmen, und, als das nichts half, acht Monate vor dem Tatgeschehen anonym Nacktfotos und anonyme Briefe an ihren Verlobten geschickt (Die Zeugin Yolande Heury sagte später aus, dass sie Briefe geschrieben habe, die von Jaccoud diktiert worden seien).
Die Polizei verdächtigte nun Jaccoud der Tat und es wurde angenommen, er habe eigentlich nicht Charles, sondern dessen Sohn André Zumbach töten wollen. Man durchsuchte Jaccouds Wohnung in seiner Abwesenheit (er war als Vizepräsident der Handelskammer auf einer Reise nach Stockholm). Es fanden sich Blutspuren an einem Mantel und auf einem marokkanischen Dolch aus dem Besitz Jaccouds, allerdings hatten Jaccoud und das Opfer dieselbe Blutgruppe Null. Zusätzlich (nach dem später umstrittenen Gutachten des Basler Hämatologen Erik Undritz) waren frische Leberzellen an der Dolchkordel gefunden worden (Die Leber des getöteten Zumbach hatte eine Stichverletzung). Jaccoud besaß zwei Pistolen, die aber nicht die Tatwaffen waren. Außerdem fand sich auf der Straße bei den Zumbachs ein Knopf, der zu einem von Jaccouds Mänteln passte, die er in die Altkleidersammlung gab und bei dem ein Knopf fehlte. Bei der Hausdurchsuchung wurde auch ein Fahrrad Jaccouds sichergestellt, mit dem er zum Tatort gefahren sein soll. Bei der Rückkehr im Juni 1958 wurde Jaccoud daraufhin verhaftet. Jaccoud erlitt im Gefängnis einen Nervenzusammenbruch und war meist auf der Krankenstation.

## Der Prozess
Nachdem der Generalankläger von Genf, Charles Cornu, Anklage gegen Jaccoud erhoben hatte, fand ab dem 18. Januar 1960 der Prozess vor einem Geschworenengericht in Genf statt. Der Fall erregte auch über die Schweizer Grenzen hinaus großes Aufsehen. Hauptverteidiger Jaccouds war der Pariser Staranwalt René Floriot, auf der Seite der Anklage stand der Staatsanwalt Charles Cornu. Die Ehefrau von Zumbach hatte Jaccoud bei einer Gegenüberstellung nicht wiedererkannt (sondern einen Polizisten identifiziert), und Linda Baud gab zu, zur Zeit der Tat gar nicht mehr mit André Zumbach zusammen gewesen zu sein, sondern mit einem anderen. Trotzdem wurde Jaccoud am Ende wegen einfachen Totschlags zu sieben Jahren Haft verurteilt. Die Geschworenen berieten nur drei Stunden. Für die Pariser Presse war der Fall ein typischer Schweizer Kompromiss und Jaccoud ein Opfer der calvinistischen Moral der Genfer, die ihre Stadt durch ihn beschmutzt sahen. Wütende Studenten verbrannten darauf Pariser Zeitungen vor dem Gericht. 1980 wurde Jaccouds Revision letztinstanzlich abgewiesen.

## Umstrittenes Urteil
Das Urteil ist eines der umstrittensten Schweizer Urteile, oder, in anderen Worten, un des dossiers «les plus troublants, les plus énigmatiques qui aient jamais défrayé la chronique judiciaire de [la Suisse]». Gerhard Mauz erachtete den Fall als einen zweiten „Fall Dreyfus“. Horace Mastronardi erachtete 1976 die Affäre als „grössten Justizirrtum der Nachkriegszeit“.
Gemäss Hans Martin Sutermeister handelte es sich um einen Justizirrtum, dessen Hauptursache mangel- und fehlerhafte rechtsmedizinische Expertisen seien. Der Berner Arzt war lange Zeit bemüht, an dem Wirken von prominenten Kriminalwissenschaftlern und Gerichtsmedizinern, die beteiligt waren, unter anderem als Sachverständiger der Anklage Pierre Hegg (Direktor des Laboratoriums der Genfer Polizei sowie Leiter und Koordinator der naturwissenschaftlichen Untersuchungen, die sich vor allem auf die Ermittlungen und Ausführungen von Undritz stützten), in diesem Fall, „den Einbruch des Dilettantismus in die Gerichtsmedizin“ nachzuweisen, und musste sich sogar vor einem Zürcher Gericht gegen den Vorwurf verteidigen, diese als „verantwortungslose Nichtskönner diffamiert zu haben“. Sutermeister schaffte es, dass der Fall (mehrmals) aufgerollt wurde. Sutermeisters Hauptargument zielte auf angeblich unsorgfältige Blutuntersuchungen:

„Dem Prozeß-Beobachter Sutermeister aber wollten die Untersuchungsmethoden des Kollegen Hegg, ‚eines Autodidakten ohne gründliche Ausbildung, der sich schon häufiger irrte‘, nicht behagen. Er hätte sich nun freilich niemals der Untersuchungsmethoden Heggs kritisch angenommen, wäre er nicht von Anfang an überzeugt gewesen, daß Jaccoud unschuldig sei. […] Charles Zumbach sei ermordet worden, weil er den algerischen Rebellen für 12 000 Dollar Sprengstoff geliefert habe, der nicht zündete. Auf dieser Fährte stieß der Amateurdetektiv schließlich auf eine Bande internationaler Gauner und Waffenhändler, denen es gefallen hatte, ausgerechnet die Garage des Charles Zumbach als Hauptquartier auszuwählen. Angeführt von dem ehemaligen Indochina-Legionär Reymond, hatte die Bande – zweifellos ohne Wissen Zumbachs – in der Garage auch Dolche und Stellmesser aufbewahrt, die nach Sutermeister als Mordwaffen in Frage kommen könnten.“

Als Sachverständige der Anklage wirkten neben Hegg und Ehrendozent Undritz auch der Hämatologe Albert Alder aus Aarau und die Professoren Bock aus Marburg und Moureau aus Lüttich. Die Verteidigung hatte vor allem die Blutspurenuntersuchung durch Undritz in Zweifel gezogen und dazu renommierte, jedoch mit der Methodik von Undritz wenig vertraute Gerichtsmediziner wie Roger Le Breton, Anton Werkgartner und Wolfgang Maresch hinzugezogen.

## Verfilmung
In der Reihe Fernsehpitaval des Fernsehens der DDR wurde 1974 unter der Regie Wolfgang Luderers der Fall unter dem Titel „Die Aktfotos“ aufgegriffen.